# Nepenthes diatas
Nepenthes diatas är en tvåhjärtbladig växtart som beskrevs av Jebb och Martin Roy Cheek. Nepenthes diatas ingår i släktet Nepenthes och familjen Nepenthaceae. Inga underarter finns listade i Catalogue of Life.